# Autocontrol voluntario de la industria cinematográfica
La asociación de Autocontrol voluntario de la industria cinematográfica (en alemán Freiwillige Selbstkontrolle der Filmwirtschaft, abreviado FSK) fue fundada en la Alemania Occidental el 18 de abril de 1949 después de la Segunda Guerra Mundial y la fundación de la República Federal de Alemania como sucedáneo de la censura de las potencias ocupantes occidentales, porque según artículo 5, párrafo 1, última frase, de la Ley Fundamental para la República Federal de Alemania «una censura no tiene lugar». La actividad de la asociación consiste en examinar películas y permitir su estreno en la República Federal de Alemania. De esta manera la película El súbdito, basada sobre la novela homónima de Heinrich Mann, filmada en la República Democrática Alemana en 1951, que tuvo gran éxito en otros países, fue prohibida durante varios años y finalmente permitida sólo con la supresión de algunas escenas.

## Clasificación por edades
Las películas pueden recibir una de las siguientes clasificaciones:
| Etiqueta antigua 2003-2008 | Etiqueta actual Desde diciembre de 2008 | Clasificación FSK                                           |
| -------------------------- | --------------------------------------- | ----------------------------------------------------------- |
|                            |                                         | FSK ab 0 freigegeben (Sin restricciones de edad) Muy normal |
|                            |                                         | FSK ab 6 freigegeben (Para mayores de 6 años) Normal        |
|                            |                                         | FSK ab 12 freigegeben (Para mayores de 12 años) Moderado    |
|                            |                                         | FSK ab 16 freigegeben (Para mayores de 16 años) Alto        |
|                            |                                         | FSK ab 18 (Para mayores de 18 años) Fuerte                  |

## Enlaces
- Sitio web del Autocontrol Voluntario de la Industria Cinematográfica
- Censura y manipulación de textos audiovisuales en Alemania (en español)